# STS-63
是历史上第六十六次航天飞机任务，也是發現號太空梭的第二十次太空飞行。

## 任务成员
- 吉姆·威瑟比（Jim Wetherbee，曾执行、以及任务），指令长
- 艾琳·科林斯（Eileen Collins，曾执行、以及任务），飞行员
- 迈克尔·福奥勒（Michael Foale，曾执行、以及远征8号任务），任务专家
- 简妮丝·沃斯（Janice E. Voss，曾执行、以及任务），任务专家
- 伯纳德·哈里斯（Bernard Harris，曾执行以及任务），任务专家
- 弗拉基米尔·蒂托夫（Vladimir G. Titov，俄罗斯宇航员，曾执行、和平号空间站、以及任务）